# Ernestynowo
Ernestynowo – przysiółek wsi Nowy Dwór w Polsce, położony w województwie wielkopolskim, w powiecie nowotomyskim, w gminie Zbąszyń.
W latach 1975–1998 przysiółek administracyjnie należał do województwa zielonogórskiego.
W XIX wieku Ernestynowo było folwarkiem podlegającym Nowemu Dworowi i nosił niemiecką nazwę Ernstinowo.